# 1869 w muzyce
Wydarzenia muzyczne w 1869 roku.

## Wydarzenia
- 2 stycznia – w Sankt Petersburgu odbyła się premiera „Ivan IV the Terrible” op.79 Antona Rubinsteina[1]
- 16 stycznia
  - w Sankt Petersburgu odbyła się premiera Symphony no.1 Aleksandra Borodina[1]
  - w Paryżu odbyła się premiera operetki L’écossais de Chatou Léo Delibesa[1]
- 26 stycznia – w wiedeńskiej Sophiensaal miała miejsce premiera walca „Illustrationen” op.331 Johanna Straussa (syna)[1]
- 2 lutego – w wiedeńskiej Dianabadsaal miała miejsce premiera chóralna walca „Wein, Weib und Gesang” op.333 Johanna Straussa (syna)[1]
- 11 lutego – w moskiewskim Teatrze Bolszoj miała miejsce premiera opery Voyevoda Piotra Czajkowskiego[1]
- 15 lutego – w londyńskiej St. James’ Hall miała miejsce premiera „Trio na smyczki” D.581 Franza Schuberta[1]
- 18 lutego – w Lipsku w Gewandhaus miejsce premiera skompletowanego Niemieckiego Requiem op.45 Johannesa Brahmsa[1][2]
- 26 lutego – w petersburskim Teatrze Maryjskim miała miejsce premiera opery William Ratcliffe Cezara Cui[1]
- 27 lutego – w Moskwie odbyła się premiera poematu symfonicznego „Fatum” op.77 Piotra Czajkowskiego[1][3]
- 28 lutego – w wiedeńskiej Großer Redoutensaal miała miejsce premiera kantaty „Rinaldo” op.50 Johannesa Brahmsa[1][4]
- 4 marca – w Bazylei odbyła się premiera pieśni „Fragen” op.44/4 oraz „Und gehst du über den Kirchhof” op.44/10 Johannesa Brahmsa[1][5]
- 5 marca – w Wiedniu odbyła się premiera „Es rauscht das Wasser” op.28/3 oraz „Der Jäger und sein Liebchen” op.28/4 Johannesa Brahmsa[1][6]
- 6 marca – w Sankt Petersburgu odbyła się premiera „Finnish Fantasy” Aleksandra Dargomyżskiego[1]
- 10 marca – w Paryżu odbyła się premiera opery Vert-Vert Jacques’a Offenbacha[1][7]
- 16 marca – w Peszcie odbyła się premiera polki „Eljen a Magyar!” op.332 oraz premiera instrumentalna walca „Wein, Weib und Gesang!” op.333 Johanna Straussa (syna)[1]
- 22 marca
  - w Sankt Petersburgu odbyła się premiera Symphony No.2 op.9 Nikołaja Rimskiego-Korsakowa[1][8]
  - w paryskim Théâtre des Bouffes-Parisiens miała miejsce premiera opery La diva Jacques’a Offenbacha[1]
- 3 kwietnia – w Kopenhadze odbyła się prapremiera Koncertu fortepianowego a-moll op.16 Edvarda Griega[9]
- 4 kwietnia – w wiedeńskim Gartenbau miała miejsce premiera walca „Königslieder” op.334 Johanna Straussa (syna)[1]
- 20 kwietnia – w Moskwie odbyła się premiera „Valse-Caprice” op.4 Piotra Czajkowskiego[1][10]
- 24 kwietnia – w paryskim Théâtre des Variétés miała miejsce premiera opery La cour du roi Pétaud Léo Delibesa[1]
- 2 maja – otwarto paryską salę koncertową Folies Bergère[11]
- 25 maja – otwarto gmach Opery Wiedeńskiej[1]
- 9 czerwca – w Rio de Janeiro odbyła się premiera „Grande Phantasia sobre motivos de Norma” Louisa Moreau Gottschalka[1]
- 18 czerwca
  - w estońskim Tartu rozpoczął się Pierwszy Festiwal Piosenki. Zorganizowany przez Johanna Voldemara Jannsena, przyciąga 800 śpiewaków, cztery orkiestry dęte i 15 000 widzów[1]
  - w Rio de Janeiro odbyła się premiera „Dernier Amour” op.63 oraz „Tremolo” op.58 Louisa Moreau Gottschalka[1]
- 6 lipca – w Pawłowsku odbyła się premiera „Egyptischer Marsch” op.335 Johanna Straussa (syna)[1]
- 31 lipca – w Baden w Kurtheater miała miejsce premiera opery La princesse de Trébizonde Jacques’a Offenbacha[1][12]
- 6 września – w Pawłowsku odbyła się premiera polki „Im Krapfenwald’l” op.336 Johanna Straussa (syna)[1]
- 8 września – w Worcesterze odbyła się premiera oratorium The Prodigal Son Arthura Sullivana[1][13]
- 22 września – w Pawłowsku odbyła się premiera polki „Louischen-Polka française” op.339 Johanna Straussa (syna)[1]
- 29 września – w Linzu odbyła się premiera „Mass no.2” Antona Brucknera[1]
- 5 października – w Pawłowsku odbyła się premiera „Slovianka-Quadrille” op.338 Johanna Straussa (syna)[1]
- 10 października – w Pawłowsku odbyła się premiera polki „Von der Börse” op.337 Johanna Straussa (syna)[1]
- 31 października – w Rio de Janeiro odbyła się premiera „Variations de concert sur l’hymne portugais” Louisa Moreau Gottschalka[1]
- 25 listopada – w lipskim Gewandhaus miała miejsce premiera Concerto for piano and orchestra no.3 op.29 Camille Saint-Saënsa[1]
- 8 grudnia – w Warszawie odbyła się premiera „Pani Twardowskiej” Stanisława Moniuszki[1]

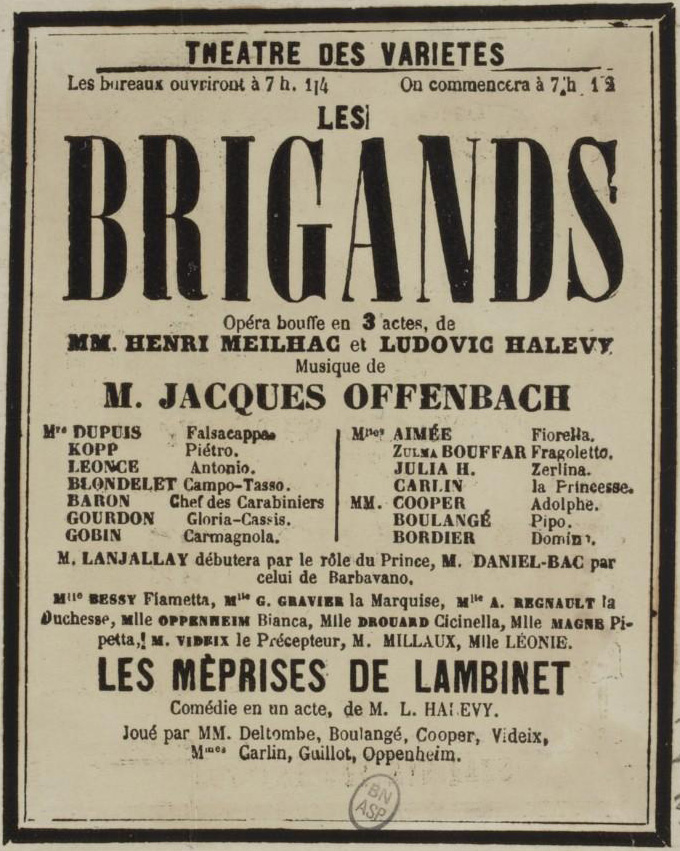
Afisz opery Les brigands Jacques’a Offenbacha

- 10 grudnia – w paryskim Théâtre des Variétés miała miejsce premiera opery Les brigands Jacques’a Offenbacha[1]
- 11 grudnia
  - w Teatrze Wielkim w Warszawie miała miejsce premiera opery Paria, ostatniego ukończonego dzieła Stanisława Moniuszki[1][14]
  - w paryskim Théâtre des Bouffes-Parisiens miała miejsce premiera operetki La romance de la rose Jacques’a Offenbacha[1]
- 12 grudnia
  - w Sankt Petersburgu odbyła się premiera „Islamey” op.18 Milija Bałakiriewa[1]
  - w Wiedniu odbyła się premiera „Im Gegenwärtigen Vergangenes” D.710 Franza Schuberta[1]
- 20 grudnia – w paryskim Théâtre Favart miała miejsce premiera opery Rêve d’amour Daniela Aubera[1][15]
- 22 grudnia – w Wiedniu odbyła się premiera pieśni „Wie bist du, meine Königin” op.32/9, „Am Sonntag Morgen zierlich angetan” op.49/1 oraz „Wiegenlied” op.49/4 Johannesa Brahmsa[1]

## Urodzili się
- 5 stycznia – Sissieretta Jones, afroamerykańska śpiewaczka operowa (sopran) (zm. 1933)
- 11 lutego – Abel Decaux, francuski organista i kompozytor (zm. 1943)
- 12 lutego – André Pirro, francuski muzykolog i organista (zm. 1943)
- 3 marca – Henry Wood, angielski kompozytor i dyrygent (zm. 1944)
- 5 kwietnia – Albert Roussel, francuski kompozytor (zm. 1937)
- 9 kwietnia – Juozas Naujalis, litewski kompozytor, organista, dyrygent chóralny i pedagog (zm. 1934)
- 5 maja – Hans Pfitzner, niemiecki kompozytor (zm. 1949)
- 6 czerwca – Siegfried Wagner, niemiecki kompozytor i dyrygent (zm. 1930)
- 23 lipca – Bernhard Heinrich Irrgang, niemiecki kompozytor, organista i pedagog (zm. 1916)
- 25 lipca – Henryk Melcer-Szczawiński, polski kompozytor neoromantyczny, pianista, dyrygent i pedagog muzyczny (zm. 1928)
- 14 sierpnia – Armas Järnefelt, fiński kompozytor i dyrygent, dyrektor Helsińskiego Instytutu Muzycznego w latach 1906–1907 (zm. 1958)
- 26 sierpnia – Arnold Schattschneider, niemiecki muzyk, pedagog, założyciel i pierwszy dyrektor Bydgoskiego Konserwatorium Muzycznego (zm. 1930)
- 6 września – Walford Davies, brytyjski kompozytor (zm. 1941)
- 8 października – Komitas Wardapet, ormiański kompozytor, dyrygent chórów, muzykolog (zm. 1935)
- 4 listopada – Alojzy Dworzaczek, polski kompozytor, dyrygent, skrzypek i pedagog pochodzenia czeskiego (zm. 1931)

## Zmarli
- 17 stycznia – Aleksandr Dargomyżski, rosyjski kompozytor (ur. 1813)
- 14 lutego – Maurice Pion, francuski baletmistrz (ur. 1801)
- 8 marca – Hector Berlioz, francuski kompozytor, twórca symfonii romantycznej, prekursor nowoczesnej kolorystyki, pisarz i krytyk muzyczny (ur. 1803)
- 1 kwietnia – Alexander Dreyschock, czeski pianista i kompozytor (ur. 1818)
- 15 kwietnia – August Wilhelm Bach, niemiecki kompozytor i organista, pedagog muzyczny (ur. 1796)
- 19 kwietnia – Piotr Łukasz Studziński, polski kompozytor, organista, dyrygent i pedagog muzyczny (ur. 1826)
- 20 kwietnia – Carl Loewe, niemiecki kompozytor, dyrygent, śpiewak (baryton) i organista(ur. 1796)
- 10 maja – Bernhard Molique, niemiecki kompozytor i skrzypek (ur. 1802)
- 29 września – Giulia Grisi, włoska śpiewaczka operowa (sopran) (ur. 1811)
- 18 grudnia – Louis Moreau Gottschalk, amerykański kompozytor i pianista (ur. 1829)
- 24 grudnia – Julian Fontana, polski pianista i kompozytor (ur. 1810)
- 31 grudnia – Louis James Alfred Lefébure-Wély, francuski organista i kompozytor (ur. 1817)

## Nagrody
- 26 czerwca – francuska Académie des beaux-arts przyznała po raz drugi nagrodę Prix Chartier Louise Farrenc[1]